# ماتيس براندشورست
ماتيس براندشورست (بالهولندية: Mattijs Branderhorst)‏ (31 ديسمبر 1993 بتيل في هولندا - ) هو لاعب كرة قدم هولندي في مركز حراسة المرمى. لعب مع فيلم تو تيلبورغ.

## وصلات خارجية
- ماتيس براندشورست على موقع قاعدة بيانات كرة القدم.إي يو (الإنجليزية)
- ماتيس براندشورست على موقع Soccerway.com (الإنجليزية)
- ماتيس براندشورست على موقع عالم كرة القدم.نت (الإنجليزية)